# Trebušovce
Trebušovce es un municipio del distrito de Veľký Krtíš en la región de Banská Bystrica, Eslovaquia, con una población estimada a final del año 2024 de 157 habitantes.
Se encuentra ubicado al suroeste de la región, en la cuenca hidrográfica del río Ipoly —un afluente izquierdo del Danubio— y cerca de la frontera con la región de Nitra y con Hungría.

## Celebridades
- Aquí nació Erno Gerö.

## Demografía
| Año        | 1994 | 2004    | 2014    | 2024     |
| ---------- | ---- | ------- | ------- | -------- |
| Población  | 223  | 205     | 195     | 157      |
| Diferencia |      | −8,07 % | −4,87 % | −19,48 % |

| Año        | 2023 | 2024    |
| ---------- | ---- | ------- |
| Población  | 159  | 157     |
| Diferencia |      | −1,25 % |